# Anne Fletcher
Anne Fletcher (ur. 1 maja 1966 w Detroit) – amerykańska reżyserka, aktorka i choreografka, znana m.in. z filmów Narzeczony mimo woli, Step Up: Taniec zmysłów oraz 27 sukienek z udziałem Katherine Heigl i Jamesa Marsdena.